# Longueur de Planck
La longueur de Planck ou échelle de Planck est une unité de longueur qui fait partie du système d'unités naturelles dites unités de Planck et vaut {\displaystyle 1{,}616\ 255(18)\times 10^{-35}} m.
Notée {\displaystyle \ell _{P}}, elle est déterminée uniquement en termes des constantes fondamentales de la relativité, de la gravitation et de la mécanique quantique. 
Elle représente l'échelle de longueur à laquelle une description classique — non quantique — de la gravitation cesse d'être valide, et la mécanique quantique doit être prise en compte,.
Dans une lettre de 1953 à Ilse Rosenthal-Schneider, Einstein écrit : « L'effort pour introduire une sorte de longueur inférieure n'est, à mon avis, pas réalisable de manière satisfaisante. Il ne s'agit, à mes yeux, que d'une tentative pour instaurer un compromis bancal entre la mécanique du point et la théorie du champ. »

## Nom
La longueur de Planck est aussi connue comme la longueur de Planck-Wheeler en hommage à John A. Wheeler (1911-2008), le physicien théoricien américain qui l'a étudiée en 1955.

## Définition
La longueur de Planck est définie comme la longueur d'onde de Compton réduite d'une particule de masse égale à la masse de Planck,, d'où :
{\displaystyle \ell _{\mathrm {P} }={\frac {\hbar }{m_{\mathrm {P} }c}}}
La longueur de Planck est définie par, :
{\displaystyle \ell _{\mathrm {P} }={\sqrt {\frac {\hbar G}{c^{3}}}}},
où :
- {\displaystyle \hbar } est la constante de Planck réduite
- {\displaystyle G} est la constante gravitationnelle
- {\displaystyle c} est la vitesse de la lumière dans le vide.

Dans le Système international d'unités :
{\displaystyle \ell _{\mathrm {P} }=1{,}616\ 255(18)\times 10^{-35}} m,
avec une incertitude-type relative de 1,1 × 10-5.
Si l'on prend un point ou une particule de poussière de 1/10 mm (ce qui est à peu près la plus petite chose que l'on puisse voir à l’œil nu) et qu'on l'agrandit jusqu'à la taille de l'univers, une longueur de Planck sur cette particule serait agrandie à cette même taille de 1/10 mm. Autrement dit, sur une échelle logarithmique, le grain de poussière est à mi-chemin entre la taille de l'univers visible et la longueur de Planck.[pertinence contestée]
Un hypothétique trou noir électronique aurait un rayon de l'ordre de 10-57 m, une vingtaine d'ordres de grandeur plus petit.

## Interprétation

### Effets gravitationnels et quantiques
La longueur de Planck est approximativement la taille d'un trou noir pour lequel les effets quantiques et gravitationnels sont à la même échelle, c'est-à-dire que sa longueur d'onde de Compton et son rayon de Schwarzschild sont du même ordre,.
Certaines théories de gravité quantique prédisent l'apparition de mousse quantique à l'échelle de Planck, en raison des fluctuations de la métrique de l'espace-temps.

### Limite physique de l'observabilité
On considère que la longueur de Planck est la distance mesurable la plus courte, parce que toute tentative d'observer sur des distances plus courtes, par des collisions à plus haute énergie, entraînerait inévitablement la production de trous noirs. 
Pour pouvoir observer une entité physique à une échelle de longueur {\displaystyle \ell } avec un faisceau lumineux, il faut une lumière dont la longueur d'onde est de l'ordre de {\displaystyle \ell }. Chaque photon d'un tel faisceau a une énergie de l'ordre de {\displaystyle \hbar c/\ell }, énergie qui déforme l'espace-temps dans son voisinage. Le rayon de Schwarzschild d'un tel photon sera alors {\displaystyle r_{0}=2{\ell _{\mathrm {P} }}^{2}/\ell }, où {\displaystyle \ell _{\mathrm {P} }} est la longueur de Planck. Si donc on cherche à explorer des échelles de longueur plus petites que {\displaystyle \ell _{\mathrm {P} }}, le photon sera un trou noir de rayon supérieur à cette longueur, et donc toute observation en dessous d'une telle échelle est en réalité impossible.
À cette échelle, on prévoit de violentes et imprévisibles fluctuations de la géométrie de l'espace-temps, dénuant de sens le concept de longueur et de dimensionnalité à des échelles inférieures. C'est à ces échelles de longueur qu'une fluctuation quantique peut être suffisamment violente pour créer une particule de Planck.
Une autre manière de voir la limite que représente la longueur de Planck est la suivante. Les relations d'incertitude de Heisenberg impliquent que pour « tracer des graduations » à l'échelle de la longueur de Planck, afin de les comparer aux longueurs à mesurer, il faudrait mobiliser une densité d'énergie de l'ordre de la Densité de Planck, c'est-à-dire y consacrer asymptotiquement la masse de l'Univers. De ce fait, c'est la limite pratique d'une mesure de longueur, lorsque l'énergie qui y est consacrée augmente indéfiniment.

### Théorie des supercordes
Dans la théorie des supercordes, la longueur de Planck est l'ordre de grandeur de la longueur des cordes vibrantes qui forment les particules élémentaires. Le corollaire le plus important de ce postulat est qu'aucune longueur inférieure n'a de sens physique.
La longueur des cordes ls est reliée à la longueur de Planck par la formule ℓP = gs1/4ls, où gs est la constante de couplage des cordes. Contrairement à ce que son nom suggère, cette "constante" ne l'est pas, mais dépend de la valeur d'un champ scalaire dénommé dilaton.
En elle-même, cette façon de voir les choses résout certaines incompatibilités constatées lors de l'utilisation conjointe des équations de la relativité générale et de la mécanique quantique.

### Relativité d'échelle
Certaines théories physiques fondées sur l'idée d'une distance minimale, comme la gravité quantique à boucles, nécessitent que la longueur de Planck soit un invariant relativiste. Cela implique des contraintes supplémentaires sur la théorie de la relativité, donnant naissance à une relativité doublement restreinte hypothétique.
Dans la théorie de la Relativité d'échelle, proposée par Laurent Nottale, la longueur de Planck correspond à une limite objective : c'est celle au-delà de laquelle deux points sont indiscernables, ou plus précisément, c'est la limite absolue de la précision d'une mesure de longueur lorsque l'énergie qui y est consacrée tend vers l'infini. En effet, les relations d'incertitude de Heisenberg énoncent qu'il faudrait une énergie-impulsion infinie ne serait-ce que pour tracer des graduations à cette échelle, ou pour les comparer aux longueurs à mesurer.

## Notions connexes
La longueur de Planck est une des quatre unités de base du système d'unités de Planck, les trois autres étant la masse (mP), la durée (tP), la température (TP) et la charge (qP) de Planck,.
La surface de Planck est le quart de l'aire dont s'accroît l'horizon d'un trou noir sphérique lorsqu'il absorbe un bit d'information. Dans la gravitation quantique à boucles, les surfaces sont quantifiées, et la surface élémentaire est de l'ordre de la surface de Planck.
La longueur de Stoney est reliée à celle de Planck par :
{\displaystyle \ell _{\mathrm {S} }={\sqrt {\alpha }}\ell _{\mathrm {P} }},
où {\displaystyle \alpha } est la constante de structure fine.

## L'essence de la longueur de Planck
D'une part, la longueur de Planck est le rayon gravitationnel de la masse de Planck {\displaystyle r_{g{\text{(P)}}}}:  
{\displaystyle l_{\text{P}}={\frac {\hbar }{m_{\text{P}}c}}={\frac {Gm_{\text{P}}}{c^{2}}}=r_{g{\text{(P)}}}}. 

La quantité {\displaystyle r_{g}=Gm/c^{2}} (le rayon gravitationnel de masse {\displaystyle m}) a été introduite par le théoricien allemand Hermann Weyl dans son ouvrage «Gravité et électricité» (1918) ; le rayon gravitationnel d'un corps ne doit pas être confondu avec son rayon de Schwarzschild {\displaystyle R_{\text{S}}=2Gm/c^{2}}.
 
De l'autre côté,
{\displaystyle l_{\text{P}}={\frac {\hbar }{m_{\text{P}}c}}={\frac {\alpha \hbar c}{\alpha m_{\text{P}}c^{2}}}={\frac {ke^{2}}{m_{\text{A}}c^{2}}},} 

où: {\displaystyle k={\frac {1}{4\pi \varepsilon _{0}}},} {\displaystyle \alpha ={\frac {1}{137{,}036}},} et la masse {\displaystyle m_{\text{A}}=\alpha m_{\text{P}}=1{,}5882\times 10^{-10}}kg.

La quantité {\displaystyle ke^{2}/m_{\text{A}}c^{2}=r_{\text{A}}} est le rayon classique d'une particule élémentaire chargée de masse {\displaystyle m_{\text{A}}}.
 
Ainsi, la longueur de Planck a une double signification: {\displaystyle r_{g{\text{(P)}}}=l_{\text{P}}=r_{\text{A}}}.

#### Dictionnaires et encyclopédies
- [Daintith 2009] (en) John Daintith (éd. et préf.), A dictionary of physics [« Un dictionnaire de physique »], Oxford et New York, OUP, coll. « Oxford reference », fév. 2009, 6e éd., 1 vol., VIII-616, ill., 15,5 × 23,6 cm (ISBN 978-0-19-956001-1 et 978-0-19-923399-1, EAN 9780199560011, OCLC 690420708, BNF 42015993, DOI 10.1093/acref/9780199233991.001.0001, SUDOC 135645409, présentation en ligne), s.v.Planck length (lire en ligne).
- [Deza et Deza 2014] (en) Michel Marie Deza et Elena Deza, Encyclopedia of distances [« Encyclopédie des distances »], Berlin et Heidelberg, Springer, hors coll., oct. 2014, 3e éd. (1re éd. fév. 2009), 1 vol., XX-733, ill., 15,6 × 23,4 cm (ISBN 978-3-662-44341-5, EAN 9783662443415, OCLC 898123993, BNF 44713183, DOI 10.1007/978-3-662-44342-2, SUDOC 182433501, présentation en ligne, lire en ligne), s.v.Planck length, p. 602.
- [Taillet, Villain et Febvre 2018] Richard Taillet, Loïc Villain et Pascal Febvre, Dictionnaire de physique, Louvain-la-Neuve, De Boeck Supérieur, hors coll., janv. 2018, 4e éd. (1re éd. mai 2008), 1 vol., X-956, ill., fig. et graph., 17 × 24 cm (ISBN 978-2-8073-0744-5, EAN 9782807307445, OCLC 1022951339, BNF 45646901, SUDOC 224228161, présentation en ligne, lire en ligne), s.v.longueur de Planck, p. 439, col. 1.